# Kirchgattendorf
Kirchgattendorf, amtlich Kirchgattendorf (Gattendorf), ist ein Gemeindeteil der Gemeinde Gattendorf im Landkreis Hof (Oberfranken, Bayern). Kirchgattendorf liegt in der Gemarkung Gattendorf. Überregional bekannt ist der Ort durch den Kirchgattendorfer Altar im Bamberger Dom, der Anfang des 20. Jahrhunderts nach Bamberg verkauft wurde und vorher lange in der evangelischen Pfarrkirche Gattendorf ein Schattendasein fristete.

## Geografie
Das Pfarrdorf liegt auf freier Flur am Quellitzbach, einem rechten Zufluss der Südlichen Regnitz. Westlich des Ortes gibt es einen ehemaligen Steinbruch, der als Geotop ausgezeichnet ist. Gemeindeverbindungsstraßen führen nach Neugattendorf zur Kreisstraße HO 16 (0,9 km westlich) und die HO 16 kreuzend nach Oberhöll (1,5 km nördlich).

## Geschichte
Gegen Ende des 18. Jahrhunderts bestand Kirchgattendorf – auch Obergattendorf genannt – aus 18 Häusern. Die Hochgerichtsbarkeit wie auch die Grundherrschaft über sämtliche Anwesen hatte das Reitzenstein’sche Rittergut Gattendorf.
Von 1797 bis 1810 unterstand Kirchgattendorf dem Justiz- und Kammeramt Hof. Infolge des Ersten Gemeindeedikts wurde Kirchgattendorf dem 1812 gebildeten Steuerdistrikt Gattendorf und der zugleich entstandenen Ruralgemeinde Gattendorf zugewiesen.

### Baudenkmäler
- Kirchberg 5: Pfarrhaus mit Stall und Scheune[8]
- Kirchberg 6: Pfarrkirche[8]

### Einwohnerentwicklung
| Jahr      | 1819  | 1861   | 1871   | 1885   | 1900   | 1925   | 1950   | 1961   | 1970   | 1987   | 2015  |
| Einwohner | *     | 111    | 123    | 122    | 90     | 109    | 144    | 96     | 88     | 76     | 65    |
| Häuser    |       |        |        | 19     | 19     | 18     | 18     | 19     |        | 20     |       |
| Quelle    | [ 6 ] | [ 10 ] | [ 11 ] | [ 12 ] | [ 13 ] | [ 14 ] | [ 15 ] | [ 16 ] | [ 17 ] | [ 18 ] | [ 1 ] |

## Religion
Kirchgattendorf ist seit der Reformation evangelisch-lutherisch geprägt und bis heute nach Kirchgattendorf gepfarrt.